# スミレ刑事の花咲く事件簿
スミレ刑事の花咲く事件簿（スミレデカのはなさくじけんぼ）は、フジテレビジョン、ブルーミング・エージェンシーなどが協同で展開し、テレビ、DVD、舞台、小説などを一体化した新しいスタイルの演劇「SUMIRE LABO」のシリーズの一環として企画された作品である。

## 概要
- 元宝塚歌劇団出身の舞台女優・水夏希（みず・なつき）が主演する刑事ドラマ。自らはタカラジェンヌ時代は男役だったが、この作品では「マニッシュな女性刑事」を演じている。タイトルから、水が所属していた宝塚歌劇へのオマージュとも取ることができる。
- 小説、映像ドラマ、舞台と様々な舞台で起こる難事件に、水が演じる女性刑事「伊原すみれ」がその謎を解きながら解決するスタイリッシュミステリーである。

## 展開
- 2010年12月 原作小説（全4巻）を講談社より発売
- 2011年3月　フジテレビONE/フジテレビTWO/フジテレビNEXT（フジテレビCS事業部）で「episode 0」と題して放送
- 同年5月　DVDドラマ（全4巻セット）発売
- 同年5月　新国立劇場・森ノ宮ピロティホール・中京大学文化市民会館の3箇所で舞台公演開催

## 小説
原作の著者は石平ひかり。全4巻。
- スミレ刑事の花咲く事件簿 知性の勝利　（2010年12月18日発売、ISBN 978-4-06-216435-1）
- スミレ刑事の花咲く事件簿 悪意の果て　（2011年2月18日発売、ISBN 978-4-06-216742-0）
- スミレ刑事の花咲く事件簿 愛ゆえの涙　（2011年4月16日発売、ISBN 978-4-06-216884-7）
- スミレ刑事の花咲く事件簿 笑顔の奥に　（2011年6月30日発売、ISBN 978-4-06-216986-8）

## テレビドラマ

### 単発ドラマ
『スミレ刑事の花咲く事件簿－episode 0－』（すみれけいじのはなさくじけんぼ－エピソードゼロ－）のタイトルで、2011年3月27日にフジテレビTWOにて放送された。後に発売されたオリジナルビデオ「スミレ刑事の花咲く事件簿」の予告的ストーリーとして放送されたものである。

### キャスト（単発ドラマ）
- 水夏希 - 伊原すみれ
- 真矢みき（特別出演） - 筒井美沙子
- 中山麻聖 -光矢射斗
- 中村扇雀 (3代目)（中村浩太郎） - 小林一太郎
- 壌晴彦 - 太田黒権太
- 飯田基祐 - 伊集院修
- 菊池均也 - 海老原壮介
- 伊藤高史 - 貴崎和幸
- 英玲奈 - 月島花子
- 伊佐美紀 - 平尾佐智枝
- 安井順平 - 小島洋介
- 笠井信輔 - 警官
- 森本さやか - 婦人警官
- 高橋真麻 - 婦人警官
- 横塚真之介
- 米田拓也

### スタッフ（単発ドラマ）
- 脚本：樫田正剛
- 主題歌：Guys☆From The Earth「きっと夢がある」（BLOOMING AGENCY）
- 音楽：神南、田辺智久、油井浩司
- 撮影：内山久光
- 照明：藤崎秀紀
- 音声：寺内大太
- 映像：阿部正美
- 編集：松本健
- タイトルCG：本田貴雄
- 音響効果：岩下康洋
- 協力：フジアール
- 演出：阿部雅和
- プロデューサー：神山明子（メディアプルポ）、青木裕子
- 制作著作：SUMIRE LABO

## オリジナルビデオ
『スミレ刑事の花咲く事件簿』（メディア媒体はDVD）として2011年5月2日に発売された。DVD販売用に制作されたものであり、テレビドラマとしての放送は基本的にはない。
当企画ではこのオリジナルビデオがメインストーリーとなっている。全4話。

### キャスト（オリジナルビデオ）
- 水夏希 - 伊原すみれ
- 中山麻聖 -光矢射斗
- 中村扇雀 (3代目)（中村浩太郎） - 小林一太郎
- 壌晴彦 - 太田黒権太
- 飯田基祐 - 伊集院修
- 菊池均也 - 海老原壮介
- 伊藤高史 - 貴崎和幸
- 英玲奈 - 月島花子
- 横塚真之介
- 米田拓也

### ゲスト
第1話「悲しみの親孝行」
- 崎本大海 - 加茂川正臣
- 園岡新太郎 - 加茂川信吾

第2話「魂の叫び」
- 鎌苅健太 - 瀧本栄次
- 綾田俊樹 - 田崎教授
- 團遥香
- 喜多陽子
- 石田佳蓮
- 酒井千遥
- 栗城亜衣
- 根本雅弥子
- 梅澤こずえ

第3話「揺るがない瞳」
- 加藤和樹 - 雛形智充
- 松木里菜 - 南川真理衣
- 坪田秀雄 - 鳴海三郎
- 平澤智 - 佐伯亮介
- 真矢みき（特別出演） - 筒井美沙子

第4話「偽りの組織」
- 柳浩太郎 - 野間口侑一
- 中村扇之助 - 桑原
- 堤匡孝 - 西郷
- 團遥香 - 野間口ゆかり
- 中島めぐみ
- 真矢みき（特別出演） - 筒井美沙子
- 喜多陽子
- 石田佳蓮
- 酒井千遥
- 栗城亜衣
- 根本雅弥子
- 梅澤こずえ

### スタッフ（オリジナルビデオ）
- 脚本 - 樫田正剛
- 主題歌 - Guys☆From The Earth「きっと夢がある」（BLOOMING AGENCY）
- 音楽 - 神南、田辺智久、油井浩司
- 撮影 - 内山久光
- 照明 - 藤崎秀紀
- 音声 - 寺内大太
- 映像 - 阿部正美
- 編集 - 松本健
- タイトルCG - 本田貴雄
- 音響効果 - 岩下康洋
- 協力 - フジアール
- 演出 - 阿部雅和
- プロデューサー - 神山明子（メディアプルポ）、青木裕子
- 制作著作 - SUMIRE LABO

## 舞台
2011年5月2日～7日（新国立劇場）、12日～15日（森ノ宮ピロティホール）、17日～18日（中京大学文化市民会館）に上演。
脚本・樫田正剛、演出・星田良子。

### キャスト（舞台）
- 水夏希 - 伊原すみれ
- 徳山秀典 - 朝比奈準
- 中山麻聖 - 光矢射斗
- 飯田基祐 - 伊集院修
- 西ノ園達大 - 佐伯善三
- 麻尋えりか - 芹沢静香
- 平澤智 - プロダクション社長
- 壤晴彦 - 太田黒4兄弟